# 2-Hexanol
A 2-hexanol hat szénatomot tartalmazó alkohol, képlete C6H14O vagy C6H13OH. Egy kiralitáscentruma van, így két sztereoizomerje létezik: R és S, melyek rezolválással elválaszthatóak egymástól.
Racém elegye 1-hexén és víz reakciójával állítható elő kénsav katalizátor mellett:

## Fordítás
Ez a szócikk részben vagy egészben  a(z)   2-Hexanol című német Wikipédia-szócikk ezen változatának fordításán alapul.  Az eredeti cikk szerkesztőit annak laptörténete sorolja fel. Ez a jelzés csupán a megfogalmazás eredetét és a szerzői jogokat jelzi, nem szolgál a cikkben szereplő információk forrásmegjelöléseként.
Ez a szócikk részben vagy egészben  a(z)   2-Hexanol című angol Wikipédia-szócikk ezen változatának fordításán alapul.  Az eredeti cikk szerkesztőit annak laptörténete sorolja fel. Ez a jelzés csupán a megfogalmazás eredetét és a szerzői jogokat jelzi, nem szolgál a cikkben szereplő információk forrásmegjelöléseként.